# Paul Kariya
Paul Tetsuhiko Kariya (ur. 16 października 1974 w Vancouver) – kanadyjski hokeista, reprezentant Kanady.
Jego bracia Steve (1977) i Martin (ur. 1981) także byli hokeistami.

## Kariera
- Maine Black Bears (University of Maine) (1992–1994)
- Anaheim Mighty Ducks (1994–2003)
- Colorado Avalanche (2003–2004)
- Nashville Predators (2005–2007)
- St. Louis Blues (2007–2010)

Wieloletni zawodnik i kapitan drużyny Anaheim Mighty Ducks. Od 2007 zawodnik St. Louis Blues, w którym rozegrał trzy sezony. W sierpniu 2010 ogłosił przerwę w karierze z powodu skutków odniesionego wstrząśnienia mózgu. Niespełna rok później, po minionym sezonie NHL (2010/2011) definitywnie zakończył karierę zawodniczą z uwagi na wspomnianie dolegliwości.
Uczestniczył w turniejach mistrzostw świata w 1993, 1994, 1996 oraz na zimowych igrzyskach olimpijskich 1994, 2002.

## Sukcesy

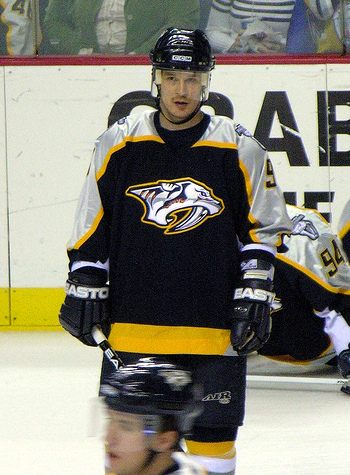
Paul Kariya w barwach Nashville Predators (2005)

Reprezentacyjne
- Złoty medal mistrzostw świata juniorów do lat 20: 1993
- Srebrny medal zimowych igrzysk olimpijskich: 1994
- Złoty medal mistrzostw świata: 1994
- Srebrny medal mistrzostw świata: 1996
- Złoty medal zimowych igrzysk olimpijskich: 2002

Klubowe
- Mistrzostwo NCAA (Wschód): 1993 z Maine Black Bears
- Clarence S. Campbell Bowl: 2003 z Anaheim Mighty Ducks

Indywidualne
- Mistrzostwa świata juniorów do lat 20 w 1993:
  - Skład gwiazd turnieju
- Mistrzostwa świata 1994:
  - Skład gwiazd turnieju
  - Najlepszy napastnik turnieju
- NHL (1994/1995):
  - NHL All-Rookie Team
- NHL (1995/1996):
  - Pierwszy skład gwiazd
  - Lady Byng Memorial Trophy
- Mistrzostwa świata 1996:
  - Skład gwiazd turnieju
- NHL (1996/1997):
  - Pierwsze miejsce w klasyfikacji strzelców goli zwycięskich: 10 goli
  - Pierwszy skład gwiazd
  - Lady Byng Memorial Trophy
- NHL (1998/1999):
  - Pierwszy skład gwiazd
- NHL (1999/2000):
  - Drugi skład gwiazd
- NHL (2002/2003):
  - Drugi skład gwiazd

Wyróżnienie
- Hockey Hall of Fame: 2017[5]

## Odznaczenia
- Medal Złotego Jubileuszu Królowej Elżbiety II (odmiana kanadyjska) – 2002[6]
- Medal Diamentowego Jubileuszu Królowej Elżbiety II (odmiana kanadyjska) – 2012[7]